# Ozyptila danubiana
Ozyptila danubiana es una especie de araña cangrejo del género Ozyptila, familia Thomisidae.

## Distribución
Esta especie se encuentra en Rumania y Grecia.